# Jadran Ferluga
Jadran Ferluga (* 13. Februar 1920 in Triest; † 27. Januar 2004 in Piran) war ein slowenischer Byzantinist.
Jadran Ferluga studierte ab 1946 Geschichte in Paris, später in Belgrad. 1956 wurde er in Belgrad bei Georg Ostrogorsky mit einer Dissertation über die byzantinische Verwaltung Dalmatiens promoviert. Danach lehrte er am Institut für Byzantinistik der Universität Belgrad. Seit 1968 vertrat er die vakante Professur für Byzantinistik an der Universität Münster, die er seit 1970 als ordentlicher Professor innehatte. 1985 wurde er emeritiert.
Jadran Ferluga war Mitherausgeber des (vorzeitig abgebrochenen) Glossars zur frühmittelalterlichen Geschichte im östlichen Europa. Er leitete die Herausgabe der griechischen Serie (B), die ab 1974 erschien und bis Bd. 3, Liefg. 1–2, 1988, gedieh. Ebenso war er Mitherausgeber der fünf Beihefte des Glossars.

## Schriften (Auswahl)
- Vizantiska uprava u Dalmaciji, Belgrad 1957 (zur byzantinischen Herrschaft in Dalmatien, ital. 1987).
- Byzantium on the Balkans. Studies on the Byzantine administration and the Southern Slavs from the VIIth to the XIIth centuries, A. M. Hakkert, Amsterdam 1976 (Sammelband mit 21 Beiträgen).
- Aufstände im byzantinischen Reich zwischen den Jahren 1025 und 1081. Versuch einer Typologie, in: Rivista di studi bizantini e slavi 5 (1985) 137–168.
- Der byzantinische Handel nach dem Norden im 9. und 10. Jahrhundert, in: Untersuchungen zu Handel und Verkehr der vor- und frühgeschichtlichen Zeit 4 (1987) 616–642.
- L'esarcato, in: Antonio Carile (Hrsg.):  Storia di Ravenna, Bd. 2: Dall'età bizantina all'età ottoniana, Venedig 1991, S. 351–377
- Untersuchungen zur byzantinischen Provinzverwaltung. VI.–XIII. Jahrhundert,  A. M. Hakkert, Amsterdam 1992. ISBN 90-256-0992-9
- Veneziani fuori Venezia, in: Lellia Cracco Ruggini (Hrsg.): Storia di Venezia. Dalle origini alla caduta della Serenissima, Bd. 1: Origini - Età ducale, Rom 1991, S.  693–722.
- Mercati e mercanti fra Mar Nero e Adriatico: il commercio nei Balcani dal VII all'XI secolo, in: Mercati e mercanti nell'Alto Medioevo. L'area euroasiatica e l'area mediterranea, Spoleto 1993, S. 443–498
- Bisanzio, in: Gherardo Ortalli (Hrsg.): Storia d'Europa, Bd. 3: Il Medioevo. Secoli V-XV, Turin 1994, S. 219–294.